# Beer Pong

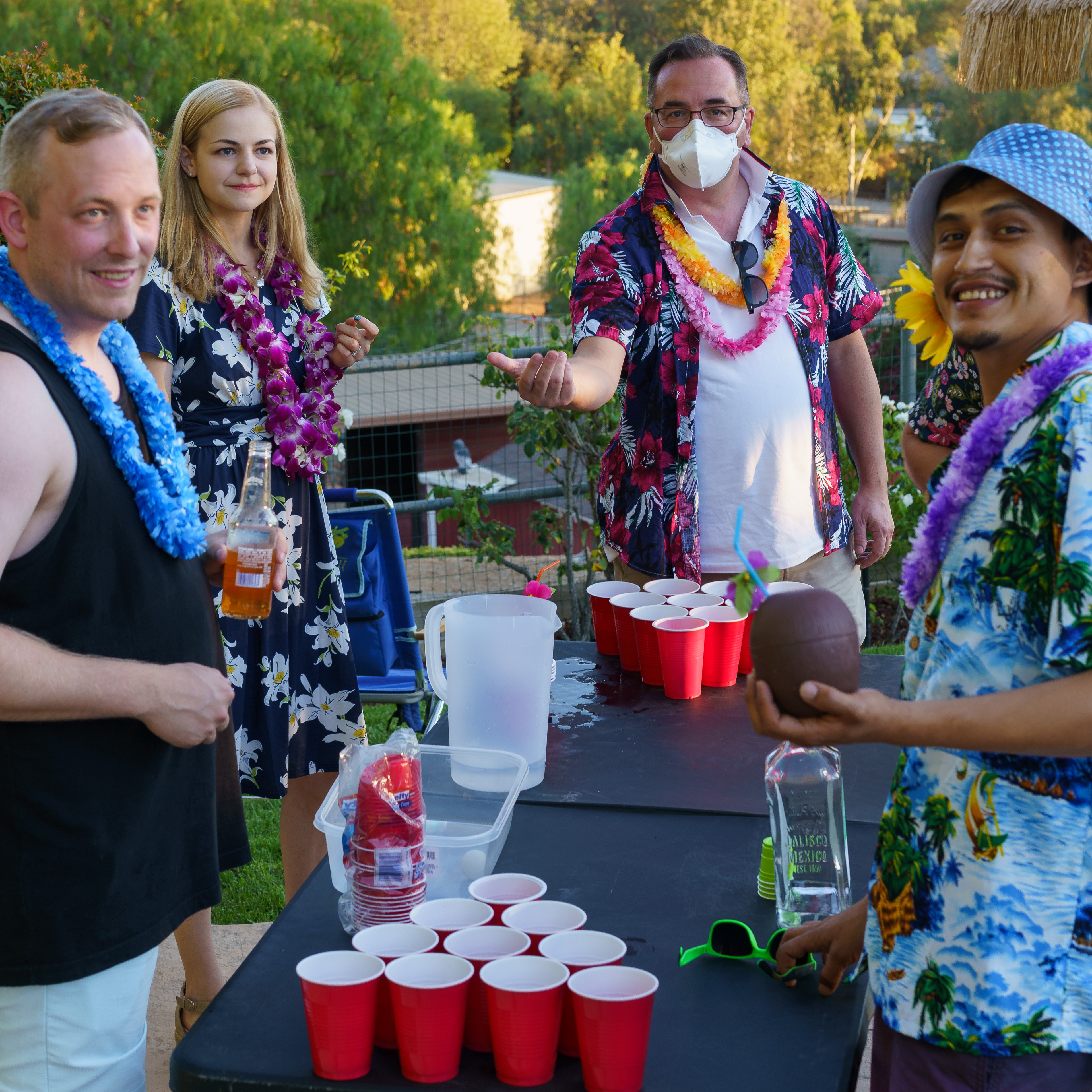
Beer Pong

Beer Pong (auch Beirut oder Bierpong) ist ein Trink- und Geschicklichkeitsspiel sowie ein Präzisionssport, bei dem Tischtennisbälle in Becher geworfen werden müssen. Der Gegner muss jeden Becher austrinken, der von einem Spieler getroffen wurde.

## Regeln
Üblicherweise wird Beer Pong im 1-gegen-1- oder 2-gegen-2-Modus gespielt. Die gegnerischen Teams werfen dabei jeweils auf eine Dreiecksformation von Bechern auf der gegenüberliegenden Seite des Spielfeldes. Es gibt keine offiziellen Regeln oder ein weltweit gültiges Regelwerk. Vielmehr variieren die Bestimmungen zu bestimmten Teilaspekten des Spiels deutlich. Beispielsweise stehen die Becher in Dreiecksform, die Anzahl der Becher kann jedoch 6, 10 oder 15 betragen. Dies hängt auch von der gewünschten Spieldauer ab. Falls in Zweier-Teams gespielt wird, werfen immer erst beide Spieler eines Teams, bevor der Ballbesitz wechselt. Die Mannschaft, die zuerst alle Becher des Gegners treffen konnte, ist der Sieger. Wird ein Becher getroffen und der Tischtennisball bleibt darin liegen, muss der Gegner den getroffenen Becher leer trinken. Dieser Becher ist dann aus dem Spiel und wird in dieser Runde nicht mehr verwendet.

## Geschichte
Beer Pong wurde zwischen 1950 und 1960 in den Vereinigten Staaten entwickelt. Der Entstehungsort ist das Dartmouth College, eine Privathochschule in New Hampshire. Der genaue Zeitpunkt kann nicht mehr rekonstruiert werden, jedoch behauptet der Geschichtsprofessor Jere Daniell, Beer Pong bereits im Jahre 1955 gespielt zu haben. Ein anderer Absolvent dieser Einrichtung, Bob Shirley, gibt an, dass die Spielidee beim Tischtennis entstand. Dabei sollen Zuschauer ihre Bierbecher auf der Tischtennisplatte abgestellt haben. Aus zufälligen Treffern in den Becher sei daraufhin der Spielgedanke entstanden. Das älteste vorhandene Foto von Beer Pong datiert jedoch lediglich von 1968 aus dem damaligen Collegejahrbuch. Gesichert ist jedoch, dass Beer Pong aus dem Tischtennis entstanden ist. In seiner Anfangszeit wurde es daher mit Tischtennisschlägern und lediglich einem Bier auf jeder Spielfeldseite gespielt. Ziel war es dabei, die gegenüberliegende Bierflasche zu treffen. Zu diesem Zeitpunkt wurde das Spiel als Beer Pong bezeichnet.
Seine heutige Spielform entwickelte in den 1970er Jahren „Delta Upsilon“, als ein damaliger Schüler das Spiel von einer Reise mitbrachte, jedoch dabei die Ping-Pong-Schläger verlor. Um es dennoch spielen zu können, wurde der Ball einfach mit den Händen geworfen und das Spiel kurzerhand in „Throw Ball“ umbenannt. Anders als der Name konnte sich das Spiel selbst bis heute durchsetzen.
In den 1980er Jahren erlangte das Spiel durch den Konflikt zwischen den USA und dem Libanon Bekanntheit, da das Werfen der Bälle in die Becher mit den Bombenabwürfen der Amerikaner auf die libanesische Hauptstadt Beirut assoziiert werden konnte. Zusätzlich trug die Entwicklung und Verbreitung von Plastikbechern zu der rasanten Ausbreitung des Spiels in Amerika bei.
Die eindeutige Herkunft des Namens Beirut konnte bis heute nicht festgestellt und belegt werden. Eine Theorie steht im direkten Zusammenhang mit dem Libanonkonflikt, wohingegen auch einige Privatpersonen diese Wortschöpfung ihr Eigen nennen, ohne dies jedoch belegen zu können. In jedem Fall erhielt Beer Pong in den achtziger Jahren seinen zweiten Namen Beirut. Zumindest in den USA kann jedoch auf Grundlage einer Umfrage durch CollegeHumor aufgezeigt werden, dass der Begriff „Beer Pong“ unter den über 40.000 Befragten deutlich populärer als „Beirut“ ist. Über die Begriffsverteilung gibt es in Deutschland keine Studien. Nimmt man jedoch die monatlichen Suchanfragen bei Google als Referenz, dann zeigt sich, dass auch hierzulande „Beer Pong“ populärer als „Beirut“ zu sein scheint. Auch wenn die Begriffe Beer Pong und Beirut häufig synonym verwendet werden, bezeichnet Beirut genau genommen die Version des Spiels ohne Tischtennisschläger und Beer Pong die Variante mit Schlägern. Diese traditionelle Interpretation ist jedoch heutzutage nicht mehr als allgemeingültig zu betrachten, da das Spiel überwiegend ohne Schläger gespielt wird, der Begriff Beer Pong jedoch weiter verbreitet ist.
Im Jahre 2013 war Beer Pong ein weltweiter Spaß- und Wettkampfsport, welcher beispielsweise in Amerika bereits eine World Series mit 50.000 $ Preisgeld hervorgebracht hat. Diese wurde im Jahr 2013 zum achten Mal in Las Vegas durchgeführt.
Zusätzlich wird Beer Pong von Unternehmen vermarktet, unter anderem können individuelle Spielsets oder bedruckte Wurfbälle käuflich erworben werden. Außerdem finden viele Turniere in Bars, Universitäten und bei Privatveranstaltungen statt.
Seit 2017 wird Beer Pong auch mit der olympischen Sportart Golf kombiniert. „Beer Pong Golf“ stammt aus den Vereinigten Staaten und wurde durch eine Schwarmfinanzierung auf der US-amerikanischen Plattform Kickstarter populär.

## Ablauf des Beer-Pong-Spiels
| Zusammenfassung       | Ausprägung                                                                            |
| --------------------- | ------------------------------------------------------------------------------------- |
| Spieleranzahl         | 2 bis 6                                                                               |
| Aufbauzeit            | 3 min                                                                                 |
| Spielzeit             | 10 – 20 min                                                                           |
| Ausrüstung            | Spielfläche, Becher, Bälle                                                            |
| Verwendete Getränke   | Bier, Spirituosen                                                                     |
| Benötigte Fähigkeiten | Zielgenauigkeit, Nervenstärke, Auge-Hand-Koordination, Konzentration, Trinkfestigkeit |

Generell kann das Spiel in vier Phasen unterteilt werden. In der Vorbereitungsphase werden die Vorkehrungen zum Spielaufbau und den Teilnehmern getroffen. Anschließend folgt die Wurf- und Trefferphase, um in der letzten Phase den Gewinner zu ermitteln. Beer Pong kann in unzähligen Varianten gespielt werden, wodurch auch schon der Aufbau des Spiels beeinflusst wird. Daher sind die hier aufgeführten Regularien nur eine beispielhafte, jedoch verbreitete Möglichkeit, Beer Pong zu spielen.

### Phase 1: Spielvorbereitung
Gegenwärtig entwickelt sich der Trend weg von sehr großen und sperrigen Spieltischen hin zu flexiblen und platzsparenden Lösungen mit Spielflächen, ähnlich wie beim Pokern ein Pokervlies zum Einsatz kommt. Daher wird diese Variante im Spielaufbau berücksichtigt. Das Spielfeld variiert in der Länge von 150 cm bis 244 cm. Zusätzlich variiert die Anzahl der Becher zwischen 6, 10 und 15 Bechern pro Seite. Dies hängt vor allem von der gewünschten Spieldauer ab, da mit Größe des Feldes und Zunahme der Becher die Spielzeit anwächst. Diese beträgt üblicherweise zwischen 10 und 20 Minuten. In jedem Fall werden die Becher in dreiecksförmiger Aufstellung auf der Spielfläche platziert und durch einen Reinigungsbecher für die Bälle ergänzt. Weiterhin befindet sich in der Mitte des Spielfeldes eine Mittellinie.

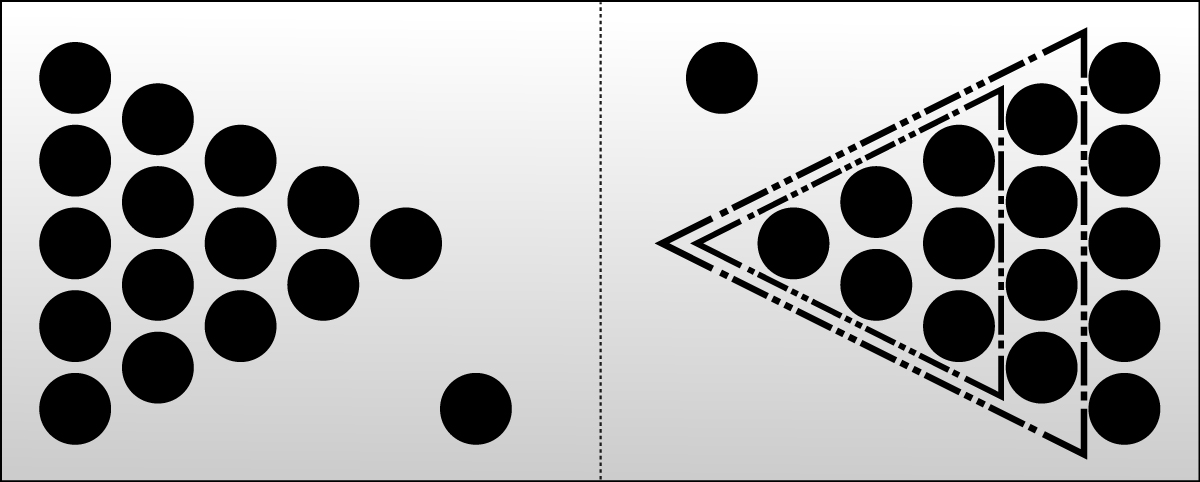
Beer-Pong-Spielfläche mit Grundformationen

Die Becher werden mit einem beliebigen Getränk, typischerweise Bier, gefüllt. Die Füllmenge beträgt dabei zwischen 50 und 100 ml. Generell kann dies jedoch frei bestimmt werden, häufig wird in der Praxis je 1 Liter auf einer Spielfeldseite gleichmäßig verteilt.
Das Spiel kann dabei als Einzel (1 gegen 1) oder Doppel (2 gegen 2) gespielt werden. Vor dem Spielbeginn sollte zusätzlich eine gemeinsame Vereinbarung über die angewandten Regeln und Erweiterungen getroffen werden, um Missverständnisse während des Spiels zu vermeiden. Um das beginnende Team zu ermitteln, wirft je ein Spieler jedes Teams einen Ball auf die gegenüberliegenden Becher. Sobald nur einer der beiden Spieler trifft, beginnt dessen Team. Wird in Zweier-Teams gespielt, wechseln sich die Spieler beim Augenkontakt-Duell ab.

### Phase 2: Der Wurf
Das Spiel wird mit zwei Ping-Pong-Bällen oder Tischtennisbällen gespielt. Diese sind zu Beginn im Besitz eines Teams. Der Ball wird auf die Becher der gegenüberliegenden Spielfeldhälfte geworfen. Dabei gilt gemeinhin die Regel, dass beim Abwurf der Ellenbogen die Spielflächenkante nicht überschreiten darf. Überschreitet er diese, zählt ein Treffer nicht und der Spieler muss erneut werfen. Erfolgt der Ballwurf ohne Spielflächenkontakt („Arcshot“), darf der Wurf nicht abgewehrt werden. Wird ein Ball als Aufsetzer, ein sogenannter „Bounce“, gespielt, dann müssen beim Treffer zwei Becher entfernt werden. Jedoch darf der Bounce im Gegensatz zum normalen „Arcshot“ abgewehrt werden. Dies kann beispielsweise durch das Abwehren des Balls mit der Hand erfolgen. Zusätzlich gilt, dass pro Aufsetzer ein zusätzlicher Becher getrunken werden muss.

### Phase 3: Der Treffer
Trifft keiner der beiden Bälle einen Becher, wechselt der Ballbesitz direkt zum gegnerischen Team und es müssen keine Becher getrunken werden. Bei dem Treffen eines Bechers muss dieser vom Gegner getrunken werden und der Ballbesitz wechselt. Werden zwei unterschiedliche Becher getroffen, müssen beide Becher ausgetrunken werden. Zusätzlich kann vor dem Spiel vereinbart werden, ob in diesen Fällen der Ballbesitz nicht wechselt und das gleiche Team an der Reihe ist. Werden beide Bälle in denselben Becher geworfen, sind drei bzw. vier Becher zu trinken. Diese bestimmt das verteidigende Team. Zusätzlich kann, wie schon beim Fall von zwei Treffern in unterschiedliche Becher, der Ballbesitz je nach Vereinbarung wechseln oder beibehalten werden.

### Phase 4: Spielgewinn
Gewonnen hat, wer zuerst alle Becher auf der Gegnerseite abgeworfen hat. Hat dieses Team begonnen, dann darf der Gegner noch seine letzte Runde spielen, damit beide Teams gleich viele Durchgänge zur Verfügung hatten. Schafft es der Gegner in diesem Zug ebenfalls alle verbliebenen Becher abzuwerfen, dann kommt es zu einer Verlängerung. Dabei werden drei Becher je Seite pyramidenförmig aufgestellt und das Spiel solange fortgesetzt (gegebenenfalls mit drei neuen Bechern) bis ein Team bei der gleichen Anzahl an Runden die Becher des Gegners abgeworfen hat und das andere Team nicht. Bei manchen Auslegungen der Regeln muss der Verlierer alle auf dem Tisch verbliebenen Becher austrinken, mit Ausnahme der Reinigungsbecher.

### Sonderregeln und Erweiterungen
Es existiert eine sehr große Anzahl an Sonderregeln und Erweiterungen für ein Beer-Pong-Spiel. Daher sollen hier nur einige, geläufige benannt werden. Es ist üblich, sich vor dem Spiel über die Anwendung dieser Regeln abzustimmen, um Missverständnissen vorzubeugen.
Eine Sonderregelung erlaubt jedem Team einmal pro Spiel die Becher des gegnerischen Teams nach Belieben umzustellen. Sinn dessen ist, die eigene Wahrscheinlichkeit einen Treffer zu landen zu erhöhen.
Besonders beliebt sind dabei:
- Quadrat (2-2),
- Reihe (1-1-1-1),
- hermsche Vier (Reißverschlussprinzip)
- Diamant / (Flori-)Raute (1-2-1)

Außerdem kann es erlaubt sein, Bälle, die im Becher kreiseln und das Bier noch nicht berührt haben, mit dem Finger herauszufischen oder mit dem Mund herauszublasen. Weiterhin ermöglicht der sogenannte „Rollback“ einen zusätzlichen Wurf über den Rücken, falls der Ball in die eigene Spielfeldhälfte zurückrollt und die Mannschaft des werfenden Spielers zuerst in Ballbesitz gelangt. Weiterhin kann ein Spieler aussprechen, dass er „heiß“ ("heating up") ist, sobald er zwei Becher in Folge trifft und schließlich „brennt“ ("on fire") er, wenn der dritte Becher in Folge getroffen wird. Spricht er beides zum richtigen Zeitpunkt aus, darf er anschließend bis zum ersten Fehlwurf werfen. Auch beim Spielende existieren Regelanpassungen. Nachdem der letzte Becher eines Teams getroffen wurde, ist es nach „Rebuttal“-Regeln dem gegnerischen Team erlaubt, so lange zu werfen, bis beide Spieler einen Becher verfehlt haben. Gelingt es ihnen so, alle Becher abzuwerfen, geht das Spiel in eine Verlängerung.
Auch existiert eine Variante mit einem sogenannten “death shot”, ein größeres, mit einer im Vorhinein vereinbarten Spirituose gefülltes, Shotglas, das, sofern es getroffen wird, der Ball also nicht heraus springt, das Spiel sofort beendet. Das Team, das getroffen hat, gewinnt. Jedoch muss, auch wenn das Spiel regulär beendet wurde, der “death shot” vom Verliererteam getrunken werden.

## Gefahren und Kritik
Auf Grund der Integration von Alkohol in ein wettkampfmäßiges Spiel stehen viele Parteien Beer Pong kritisch gegenüber. Demnach wurde Beer Pong in mehr als einem Dutzend Universitäten in Amerika bereits am Campus verboten. Außerdem äußern Suchtforscher Bedenken hinsichtlich der Glorifizierung des Alkoholkonsums und der damit verbundenen sozialen Probleme von Gewalt und Trunkenheit am Steuer.
Zusätzlich wird auch die Hygiene des Spiels kritisiert, da der Ball lediglich in dem Waschbecher gereinigt werden kann und dadurch die Gefahr des Trinkens von verunreinigtem Bier relativ hoch ist.
Die Beer-Pong-Industrie versucht mit der Wahlmöglichkeit zu alkoholfreien Getränken und Hinweisen zum bewussten Genuss von Alkohol und der Betonung des Wettkampfcharakters diesen Argumenten entgegenzuwirken.

## Turniere und Ligen
Bierpong-Turniere werden in den Vereinigten Staaten auf lokaler, regionaler und nationaler Ebene abgehalten.
Die World Series of Beer Pong (WSOBP) ist das größte Bier-Pong-Turnier der Welt. WSOBP IV, das im Januar 2009 im Flamingo Hotel und im Casino in Las Vegas, Nevada stattfand, hatte einen Hauptpreis von 50.000 US-Dollar und über 800 Teilnehmer aus den USA und Kanada. WSOBP V, das im Januar 2010 stattfand, hatte über 1.000 Teilnehmer, darunter Teams aus Irland, Schottland, Deutschland und Japan. Die World Beer Pong Tour hat Stationen in verschiedenen Städten und auch Geldpreise.
Eine häufigere Organisation von Bier-Pong-Spielen sind Ligen, die auf lokaler oder regionaler Ebene operieren. Normalerweise bildet eine Gruppe von Tischtennisbegeisterten Teams (Partnerschaften) und spielt wöchentlich gegeneinander. Manchmal haben die Ligen Websites, Rankings und Statistiken, während andere von Studenten mit dem Ziel eines inneruniversitären Wettbewerbs gestartet wurden, wie z. B. an der University of California, Santa Barbara mit der "Isla Vista Beer Pong League", und an der New York University.
Inzwischen ist das Kultspiel auch im deutschsprachigen Raum weit verbreitet und es finden sich viele Turniere in Deutschland, Österreich, Luxemburg und der Schweiz. Außerdem gibt es mittlerweile im deutschsprachigen Raum einen aktiven Ligabetrieb, die Beer Pong-Bundesliga GbR, verteilt auf aktuell fünf Ligen.

## Mediale Verbreitung
Neben zahlreichen Presseveröffentlichungen vornehmlich im angloamerikanischen Raum erschienen bereits zwei Filme, in welchen Beer Pong das zentrale Element darstellt. In der Dokumentation Last Cup: Road to the World Series of Beer Pong werden einige professionelle Beer-Pong-Spieler auf den Weg zur zweiten WSOBP, das größte Turnier mit einem damaligen Preisgeld von 20.000 Euro, begleitet.
Bei Road Trip – Bier Pong handelt es sich um einen Spielfilm, in dem ein Beer-Pong-Team durch die USA reist.